# Emil Kijewski
Pour les articles homonymes, voir Kijewski.
Emil Kijewski (né le 22 novembre 1911 à Dortmund-Hombruch (de) et mort le 23 janvier 1989 à Dortmund) est un coureur cycliste allemand. Professionnel de 1934 à 1942 et de 1947 à 1950, il a été deuxième du championnat du monde sur route de 1937.

## Palmarès
- 1933
  - Rund um Berlin
- 1935
  - Tour de Cologne
  - Grand Prix de Saxe
  - 10e du championnat du monde sur route
- 1936
  - 3e du championnat d'Allemagne sur route
- 1937
  - 10e étape du Tour d'Allemagne
  - Tour de Cologne
  - 8e étape du Tour de Suisse
  - Rund um Berlin
  - 2e du championnat d'Allemagne sur route
  - 2e du championnat du monde sur route
- 1938
  - 12e étape du Tour d'Allemagne
- 1950
  - 1re étape du Tour de la Forêt Noire